# 特別積合せ貨物運送

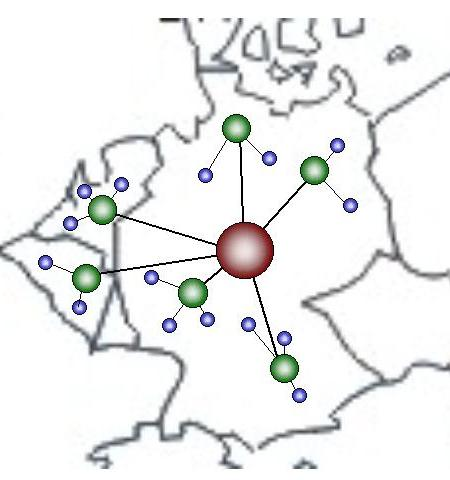
ハブ・アンド・スポーク型の路線網を持つ

特別積合せ貨物運送（とくべつつみあわせかもつうんそう）は自動車を用いた貨物運送の一形態で、地域ごとに仕分けを行う拠点を用意し、拠点間を結ぶ定期的な運送便に貨物を積み合わせて運送する方法。貨物自動車運送事業法の第2条6項に規定されており、単に特別積合せあるいは特積みと呼ぶことが多い。身近な例として宅配便が該当するが、料金体系などの差から宅配便を除外する（いわゆる路線便を指す）場合も多い。
積合せとは混載便を意味し、この点で車両一台を貸切とするチャーター便と区別される。LCL貨物も参照。

## 定義
特別積合せ貨物運送とは、以下に定義されるトラック輸送を指す。
なお宅配便とは、国土交通省の定義においては以下とされ、トラック輸送以外も使用されうる。

## 特徴
宅配便の規格に入らない貨物も含むため、以下に相違点をあげる。

### 大きさ
- 小荷物・軽貨物（宅配便）

170サイズ30kg/個まで（ゆうパック・ペリカン便の場合。他社の場合は、重さやサイズがやや小さくなっている。宅配便を参照）。1梱包単位での輸送。品物の価格が約30万円まで（事業者により異なる場合がある）。これを「一原票一個の原則」という。
損害賠償等は輸送上の実損額であり、第三者による損害は補償されないが、任意の運送保険に加入できる場合がある。（佐川急便の「飛脚宅配便」など。）
- 一般貨物（特積み）

複数口でもよい。大きさには特段の制限なし（ただし、事業者ごとに上限を設けている）。そのため、助手が必要な家具や、マッサージ椅子・自転車なども送付することができる。布団袋や、オートバイの宅配を頼む場合は、この特別積合せ事業者に委託することになる。また、運送約款上の補償以外に貨物に対する保険を運賃とは別にかけることが出来る。

### 料金体系
- 宅配便：地帯別（または都道府県単位）の料金。
- 特積み：最初に荷主から預かる営業所から、配達先までの距離（路線営業キロ）・連絡中継の有無、地区割増の有無、配達距離発生区域の有無を調べる。そして消費税・貨物保険を加算する。この距離（路線営業キロ）は、国道・県道などの距離を指し、国土交通省が公示した距離表を使うことになる。

- ほとんどの業者が、夜間配達をしない。できても、夜間配達の場合は着店チャーター扱いとなり、２t車半日分程度の費用が別途発生する。
- また、再配達の場合は再配達料金というものを徴収される場合がある（約款上はどの業者も徴収することになっている）。また宅配便の様に配達日指定や細かい時間帯指定が出来る業者と出来ない業者がある。
- 宅配便との大きな違いは、路線距離など、諸料金の発生の有無をその都度調べなければならないため、簡単に料金を算出しにくい点である。それに、区外配達料金や、実費割増などが発生しそうな場合、それらの料金も加算することになる。また、自社の路線がない区域の場合は、「連絡中継料」というものを徴収する業者が殆どで、この連絡中継料金は、同じグループ企業同士の中継では発生する場合(西濃運輸など)と発生しない場合(福山通運など)がある。また、本来中継料を徴収する業者でも連絡中継料を無料にする場合が多々ある（応対者の計算忘れであることが多いらしい）。
- 料金は基本的に、国土交通省発行の「特別積合せ貨物運賃表」を基準にして運賃を徴収する。各社で料金の差異が出るのは、連絡中継の有無と、集貨する営業所から貨物を集約する集積基地（これをターミナルとかセンターという）が遠い場合、割増料金が発生する。また、この「特別積合せ貨物運賃表」を、各社が何年度版の料金を採用するかによっても、料金が違ってくるので、そこでも会社によって差異がでる。
- 荷物を受付するとき、一部の集配員が横着をして、荷物の大きさを正確に測らず、目測で測る集配員が見受けられるので、前回同じ行き先、同じ大きさの荷物を送ったときと、運賃が違うことがたまにある。これは物差しと秤をつかって正確に測ればこのような誤差はなくなる。大口荷主などからの引取の場合は、あらかじめ荷物の大きさや重さを正確に測らず、あらかじめおおまかなサイズを荷主と特積業者の間で決めておき、トラブルがないようにしている。
- このわかりにくさを改善したのが佐川急便の「飛脚ラージサイズ宅配便」で、宅配便と同じ地帯区分で運賃を設定している。なお、条件は3辺の和が260cm以内、重量が50kg以下で、かつ一人で扱えることとなっている。これを超えるとチャーター便になってしまう。

### 宅配便・特積の区分（主要各社）
| 会社名・グループ系列 | 宅配便                                                                                         | 特積便 | 航空 |
| --- | ---------------------------------------------------------------------------------------------- | --- | --- |
| ヤマト運輸 | 宅急便 ※任意保険加入不可のため高価品や貴重品、簡損品は送れない。３０万円未満の実損額のみ補償。 | ２０２１年ヤマト便廃止 ※美術品は美術品専門輸送部署が対応する。 ※家具・家電などの梱包・開梱を含む輸送商品は関連会社の「らくらく家財宅急便」。 ※その他の路線会社が対応している一般貨物は宅急便の範囲を越えるサイズの引受をしていない。                                               | 沖縄県発着の全て及び北海道発着の一部貨物は航空機使用が前提 ※別途料金を徴収のうえ空輸による速達性を売りとするサービスの提供はない |
| 佐川急便 | 飛脚宅配便 ※任意保険加入可。                                                                   | ・飛脚ラージサイズ宅配便 ※1個50kg、長辺260cm以内 ・260Sオーバー便 ※パレット、重量物、ゲテモノ向け ※佐川急便が集荷し中小運送会社が路線と配達を担当 ・飛脚カンガルー便 ※佐川急便が集荷し、西濃運輸の主要幹線発着店まで佐川路線輸送され、カンガルー便として幹線輸送と配達がなされる。 | 飛脚航空便 |
| 日本郵政グループ 日本郵便 | ゆうパック（郵便小包） セキュリティーゆうパック（書留小包）（補償額上限５０万）                | 重量ゆうパック ※2018年3月新設 ※三辺計170cm以内 25kg以上30kg以下、1個口 上記以上の荷物は対応していない 子会社のJPロジスティクス（旧トールエクスプレスジャパン) が対応しているが、現業での協力関係 になく独立運営となっている。                                                      | 沖縄発着便を中心に遠隔地は航空使用が前提 ※別途料金を徴収のうえ空輸による速達性を売りとするサービスの提供はない                   |
| 日本郵政グループ JPロジスティクス | 取扱無し                                                                                       | 路線便 | 取扱なし |
| 日本郵政グループ トナミ運輸 | パンサー宅配便                                                                                 | 路線便 | 取扱なし |
| 西濃グループ 西濃運輸 | カンガルーミニ便（企業宛） カンガルー宅配便（個人宛）                                          | カンガルー便（一般） | カンガルー航空便 |
| 西濃グループ セイノースーパーエクスプレス（旧西武運輸）                                                                                          | 取扱なし                                                                                       | 路線トラック便 ※西武運輸時代の輸送体系を継承している。西濃運輸の拠点内に自社拠点を設けるなど西濃本体との協業化も進んでいる。 | Express便 ※主力商品 航空輸送を得意とする                                                                                         |
| 西濃グループ 西濃エキスプレス | 取扱なし                                                                                       | メガEXP便 ※ゲテモノ、長尺、重量物を主力とする ※西濃グループではあるが独自の輸送体系を構築 | 取扱なし |
| 福山通運（旧王子運送系列を含む） | フクツー宅配便                                                                                 | 路線便（一般） | フクツー航空便 |
| NXグループ運輸系各社 日本通運 NXトランスポートなど                                                                                               | 取扱なし ※ゆうパックへ統合                                                                     | 取扱なし ※アロー便は名鉄へ移管し、小口貨物事業から撤退 | 日通航空 |
| 名鉄NX運輸 信州名鉄運輸 | 取扱なし ※ゆうパックへ統合                                                                     | 路線便 | 名鉄ゴールデン航空 （子会社扱い）                                                                                                |
| エスライン/エスラインギフ 札樽自動車運輸/信越定期自動車 武蔵貨物自動車 など                                                                      | スワロー宅配便                                                                                 | スワロー便 | 名称なし |
| 新潟運輸/ 第一貨物/近物レックス/札幌通運 山陽自動車運送/中越運送 岡山県貨物運送/久留米運送 松岡満運輸/SBSリコーロジスティクス その他中堅運送会社 | 名称無し                                                                                       | 路線便 | 会社による |

※赤背景は業界首位を表す。

## 輸送形態

### 幹線集約輸送(運行)
事業所間の輸送を指し、以下のような原則をとる。
- 毎日、毎週月曜日など定期的に運転される
- 発地と着地が定まっている
- 発時刻、着時刻が定まっている

- ターミナル間輸送（縦持）

物流の拠点となるターミナル営業所間を高速道路や、鉄道輸送などで主に深夜の時間帯に行われる輸送を指す。
- 営業所間輸送（横持）

集配を行う営業所からターミナル営業所の間の輸送を担う。
特別積合せではこの幹線集約輸送が行われることが前提となる。業界などでは単に「路線」や「路線便」と呼ばれることが多い。
主に幹線集約輸送の仕業につく10t車や12t車などの貨物自動車は運転席・助手席ドア下部に『運行』の表記がある。
運行トラックは路線バスのように事前に発地から着地までの運行経路等を陸運支局等に届け出なければならず、この行程表を作成するには「運行管理者」の資格が必要となる。
大手運送業者では、運行業務の大半を連結子会社や外部の提携企業へ業務委託している場合が多い。例えば、ヤマト運輸では、一部路線は連結子会社のヤマトマルチチャーター(旧京都ヤマト運輸)と神戸ヤマト運輸へ業務委託しているが、それ以外は外部の提携企業へ業務委託していて、福山通運では一部路線は連結子会社の福通エクスプレスへ業務委託しているが、それ以外は外部の提携企業へ業務委託している。
一方、宅配上位３社より下に位置する企業間物流を得意とする、いわゆる路線系と呼ばれる運送会社では、路線便の自社便運行比率が高く、山間部や地方などを中心に集配を子会社や協力会社へ中継としているところが多い。特に西濃運輸に関しては路線便の自社及びグループ会社での運行比率が非常に高い。

#### 横持の例
- 運行管理番号：1234
- 運行日：毎日
- 担当会社：ABC倉庫運輸株式会社（※宅配大手3社は傭車契約により中小の一般運送会社が担当する場合が多い）
- 発地→着地（大手3社の例）
ヤマト運輸：○×センター→△□ベース店
佐川急便：○×営業所→△□ハブセンター
日本郵便：○×郵便局（集配局）→△□郵便局（地域区分局）
- 発時刻：19:xx→着時刻：21:xx（主に夕方発夜間着が多い）

### 集配
顧客（出荷荷主）→営業所（発店）を集荷といい、営業所（着店）→届け先（着荷主）を配達と呼ぶ。なお、出荷荷主が直接営業所に荷物を持ち込むことを持込といい、持込の場合は、営業距離が減算され、結果として運賃が安くなる。
今までは、持込割引きは存在していたものの、営業所止にしたことによる配達業務をしない事に対する引取割引きは存在していなかった。しかしながら、昨今の物流増加により、西濃運輸や福山通運などの路線系大手では、個人宛に限って割増運賃を徴収する傾向にあり、個人宛でも営業所止とすることにより法人宛運賃が適用されるため実質、引取割引きと類似の効果が受けられ、業者側も営業所受取を推奨している。
宅配便はライトバンや軽自動車で対応できるが、特積みでは大きな品物だと、1個の貨物でも、4t車などでないと運べない場合もある。たとえば、鉄のパイプやグレーチングなども、特別積合せでは輸送可能である。

## ボックスチャーター
輸送効率向上を目的としたロールボックス単位での輸送商品である。
また、これ以外にも福山通運が独自にスペースチャーター便という名称で販売している。

## 業界団体
- 日本路線トラック連盟[リンク切れ] - 2015年3月31日解散
  - 同連盟は、特別積み合わせ事業者による任意団体として1995年設立、2009年一般社団法人に移行。
  - 2014年12月15日時点で会員数56社と設立時の149社から3分の1近くに減少、2013年夏に実施した会員向けアンケートでも解散賛同が半数以上を占め活動継続が困難となり、2014年8月28日路線連盟として2014年度末での活動終了を確認、2015年1月29日の解散決議に至る[1][2]。
- 一般社団法人 全国流通ネットワーク協会
  - 1953年1月14日創設、2008年12月3日一般社団法人 東京路線トラック協会へ名称変更、2012年5月16日一般社団法人全国物流ネットワーク協会へ名称変更。